# Даніел Каррісу
Данієль Каррісу (порт. Daniel Carriço, нар. 4 серпня 1988, Кашкайш) — португальський футболіст, центральний захисник китайського «Ухань Чжоер».
Насамперед відомий виступами за «Спортінг», у складі якого зіграв в 154 офіційних матчах протягом чотирьох з половиною сезонів і забив п'ять голів. Також виступав за молодіжну збірну Португалії, у футболці якої зіграв 16 матчів.

## Клубна кар'єра
Вихованець футбольної школи клубу «Спортінг». Дорослу футбольну кар'єру розпочав 2006 року в основній команді того ж клубу, проте перший сезон змушений був провести в оренді у «Ольяненсі» та АЕЛі.
До складу клубу «Спортінг» повернувся влітку 2008 року, поступово завоювавши місце в основному складі. Протягом чотирьох з половиною сезонів встиг відіграти за лісабонський клуб 91 матч в національному чемпіонаті.
31 грудня 2012 року перейшов до англійського «Редінга» за 750 тис. євро, підписавши контракт на два з половиною роки, з можливістю продовження ще на один рік після цього. Дебютував за свій новий клуб 12 січня, зігравши 45 хвилин в домашньому переможному матчі проти «Вест Бромвіч Альбіон». Всього до кінця сезону зіграв у трьох матчах, а команда зайняла передостаннє місце і вилетіла з Прем'єр ліги.
17 липня 2013 року був відданий в оренду на сезон іспанській «Севільї», у складі якої за перший сезон зіграв у 22 матчах чемпіонату, а також допоміг виграти Лігу Європи. По завершенні оренди «Севілья» викупила контракт гравця.

## Виступи за збірну
Протягом 2008—2011 років залучався до складу молодіжної збірної Португалії. Всього на молодіжному рівні зіграв у 16 офіційних матчах.
У травні 2015 року дебютував в іграх нацтональної збірної Португалії.

## Титули і досягнення
- Володар Суперкубка Португалії (1):

«Спортінг»:  2008.
- Переможець Ліги Європи (3):

«Севілья»:  2013–14, 2014–15, 2015–16.